# Hooggerechtshof van Massachusetts

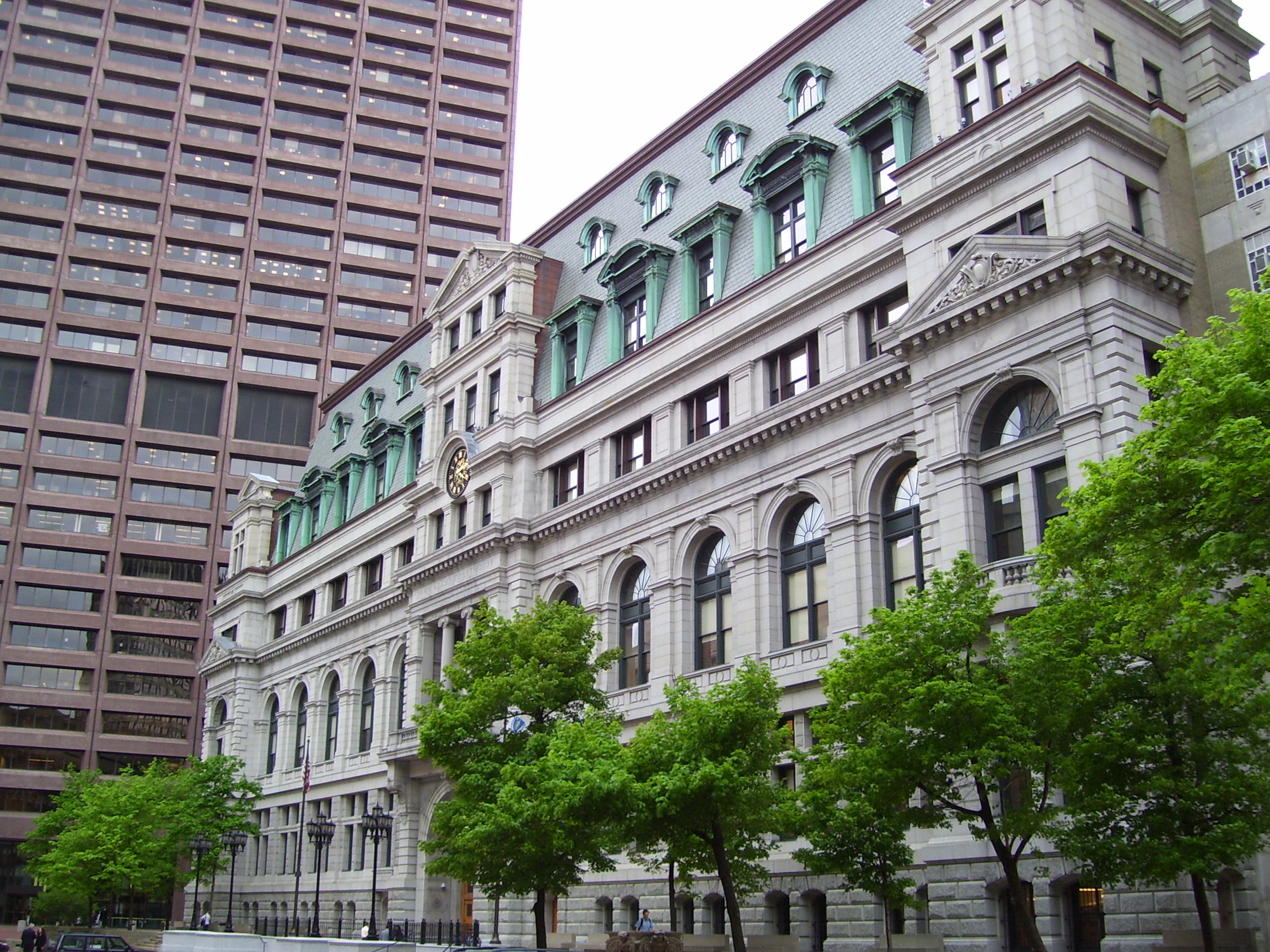
John Adams Courthouse, zetel van het Hooggerechtshof van Massachusetts

Het Hooggerechtshof van Massachusetts (Massachusetts Supreme Judicial Court) is de hoogste rechterlijke instantie van de Amerikaanse staat Massachusetts. Het hof werd in 1692 ingesteld en is daarmee het oudste nog functionerende hooggerechtshof van het westelijk halfrond. De rechtsmacht van het hof is gebaseerd op de Grondwet van Massachusetts, die in 1780 werd ingevoerd. De zeven rechters van het gerechtshof worden benoemd door de gouverneur en gaan op hun zeventigste met pensioen zoals alle andere rechters in Massachusetts. Het gerechtsgebouw staat in Boston.

## Functies
De rechters beslissen van mei tot september beroepszaken op civiel en strafrechtelijk terrein. Elke week zijn er zittingen van een enkelvoudige kamer van het hof, bijvoorbeeld over (herziening van) borgsommen. Jaarlijks doet het hof zo'n 800 uitspraken. Verder adviseren de rechters de gouverneur en de wetgevende macht van Massachusetts over juridische zaken.

## Belangrijke uitspraken
- Goodridge et al vs. Department of Public Health (2003); het hof besliste dat het niet toestaan aan homoseksuelen om in het huwelijk te treden een schending was van de grondwet van Massachusetts. (Zie Homohuwelijk in Massachusetts)
- Roberts vs. Boston (1850); scholen hebben volgens de wet het recht hadden om hun leerlingen te selecteren op basis van huidskleur.